# Oniscopsis robinsoni
Oniscopsis robinsoni is een eenoogkreeftjessoort uit de familie van de Tetragonicipitidae. De wetenschappelijke naam van de soort is voor het eerst geldig gepubliceerd in 1956 door Chappuis & Delamare Deboutteville.